# Morgan Pridy
Morgan Pridy (* 9. Oktober 1990 in Vancouver) ist ein ehemaliger kanadischer Skirennläufer. Er war auf die Disziplinen Abfahrt und Super-G spezialisiert. Sein zwei Jahre älterer Bruder Conrad Pridy war ebenfalls Skirennläufer.

## Biografie
Als 15-Jähriger begann Pridy im Dezember 2005, an FIS-Rennen teilzunehmen, wobei er zunächst hauptsächlich Riesenslaloms und Slaloms bestritt. Die ersten Einsätze im Nor-Am Cup folgten ein Jahr später. Im Januar 2008 konnte er erstmals ein FIS-Rennen für sich entscheiden. Über die nächsten Jahre erfolgte allmählich ein Wechsel hin zu den schnellen Disziplinen. In der Saison 2010/11 gelang es ihm, sich im Nor-Am Cup im vorderen Mittelfeld zu etablieren, im Januar 2011 bestritt er erstmals überhaupt Rennen in Europa. Nach einigen ansprechenden Ergebnissen erhielt er am 3. März 2012 erstmals Gelegenheit, in einem Weltcuprennen an den Start zu gehen und fuhr in der Abfahrt von Kvitfjell auf den 38. Platz.
Mitte Dezember 2012 erzielte Pridy im Nor-Am Cup erstmals eine Podestplatzierung. Zum Abschluss der Saison 2012/13 gewann er in Nakiska an zwei Tagen drei Rennen. Damit entschied er die Super-G-Wertung und die Super-Kombinationswertung des Nor-Am Cup für sich, während er in der Gesamtwertung den dritten Platz belegte. Durch diese Erfolge erhielt Pridy einen festen Startplatz im Weltcup. Die ersten Weltcuppunkte gewann Pridy am 7. Dezember 2013 mit Platz 24 im Super-G von Beaver Creek. Bei den Olympischen Winterspielen 2014 in Sotschi überraschte er mit Platz 10 im Super-G, seinem bis dahin besten Ergebnis überhaupt. Zum Abschluss der Saison gewann er den kanadischen Abfahrts-Meistertitel.
Pridys bestes Weltcup-Ergebnis war der 16. Platz im Super-G von Beaver Creek am 6. Dezember 2014. Nach der Saison 2015/16 beendete Pridy seine aktive Karriere.

## Erfolge

### Weltmeisterschaften
- Vail/Beaver Creek 2015: 22. Super-G, 36. Abfahrt, DNF Alpine Kombination

### Olympische Spiele
- Sotschi 2014: 10. Super-G, 20. Super-Kombination, 33. Riesenslalom

### Weltcup
- 2 Platzierungen unter den besten 20

### Weltcupwertungen
| Saison  | Gesamt | Gesamt | Super-G | Super-G | Kombination | Kombination |
| Saison  | Platz  | Punkte | Platz   | Punkte  | Platz       | Punkte      |
| ------- | ------ | ------ | ------- | ------- | ----------- | ----------- |
| 2013/14 | 108.   | 24     | 37.     | 17      | 33.         | 7           |
| 2014/15 | 110.   | 29     | 34.     | 29      | -           | -           |

### Nor-Am Cup
- Saison 2012/13: 3. Gesamtwertung, 1. Super-G-Wertung, 1. Kombinationswertung, 5. Abfahrtswertung
- Saison 2015/16: 9. Gesamtwertung, 4. Abfahrtswertung, 4. Super-G-Wertung
- 9 Podestplätze, davon 5 Siege:

| Datum         | Ort     | Land   | Disziplin         |
| ------------- | ------- | ------ | ----------------- |
| 12. März 2013 | Nakiska | Kanada | Super-G           |
| 13. März 2013 | Nakiska | Kanada | Super-G           |
| 13. März 2013 | Nakiska | Kanada | Super-Kombination |
| 14. März 2014 | Nakiska | Kanada | Super-G           |
| 12. März 2016 | Aspen   | USA    | Abfahrt           |

### Weitere Erfolge
- 2 kanadischer Meistertitel (Abfahrt 2014 und 2016)
- 10 Siege in FIS-Rennen